# Graças a Deus
Grâce à Dieu (bra/prt: Graças a Deus) é um filme dirigido por François Ozon sobre três vítimas dos abusos do padre católico Bernard Preynat que, quando adultas, passaram a expor o abuso sexual escondido pela Igreja Católica. Ele estreou no 69º Festival Internacional de Cinema de Berlim e ganhou o Grande Prêmio do Júri.
No Brasil, foi apresentado pela California Filmes no Festival Varilux de Cinema Francês 2019. Também foi apresentado gratuitamente no Festival Varilux Em Casa 2020. Em Portugal, foi lançado em 12 de dezembro de 2019 pela Leopardo Filmes.

## Elenco
- Melvil Poupaud - Alexandre Guérin
- Denis Ménochet - François Debord
- Swann Arlaud - Emmanuel Thomassin
- Éric Caravaca - Gilles Perret
- François Marthouret - Cardeal Barbarin
- Bernard Verley - Bernard Preynat
- Josiane Balasko - Irène Thomassin
- Martine Erhel - Régine Maire
- Hélène Vincent - Odile Debord
- Frédéric Pierrot - Capitão Courteau
- Aurélia Petit - Marie Guérin

## Recepção
No agregador de críticas Rotten Tomatoes, que categoriza as opiniões apenas como positivas ou negativas, o filme tem um índice de aprovação de 96% calculado com base em 96 comentários dos críticos que é seguido do consenso: "Paciente em sua abordagem, mas comovente em sua convicção, By the Grace of God atrai o cinema sobriamente emocionante do horror da vida real."Já no agregador Metacritic, com base em 20 opiniões de críticos que escrevem para a imprensa tradicional, o filme tem uma média ponderada de 75 entre 100, com a indicação de "revisões geralmente favoráveis".

## Processo
O padre retratado no filme, Bernard Preynat, tentou sem sucesso bloquear seu lançamento na França. Em 4 de julho de 2019, um tribunal eclesiástico da Arquidiocese de Lyon anunciou que determinou que Preynat era "culpado de atos criminosos de caráter sexual com menores de 16 anos" e aplicou sua pena máxima ao destituí-lo. Preynat teve um mês para apelar da decisão à Congregação do Vaticano para a Doutrina da Fé.